# كريس فنسنت
كريس فنسنت (بالإنجليزية: Chris Vincent)‏ هو لاعب كرة قدم أمريكية أمريكي، ولد في 3 سبتمبر 1981 في فيلادلفيا في الولايات المتحدة.